# پاتریک نوبیسیه
پاتریک نوبیسیه (انگلیسی: Patrick Noubissié؛ زادهٔ ۲۵ ژوئن ۱۹۸۳) بازیکن فوتبال اهل فرانسه است.
از باشگاه‌هایی که در آن بازی کرده‌است می‌توان به باشگاه فوتبال سوئیندون تاون، باشگاه فوتبال کرو آلکساندرا، باشگاه فوتبال هیبرنین، باشگاه فوتبال سدان، باشگاه فوتبال کترینگ تاون، و باشگاه فوتبال داندی اشاره کرد.